# Шармон (Марна)
Шармон (фр. Charmont) насеље је и општина у североисточној Француској у региону Шампањ-Арден, у департману Марна која припада префектури Витри ле Франсоа.
По подацима из 2011. године у општини је живело 222 становника, а густина насељености је износила 9,74 становника/km². Општина се простире на површини од 22,79 km². Налази се на средњој надморској висини од 190 метара.

## Демографија
| 1962. | 1968. | 1975. | 1982. | 1990. | 1999. | 2011. |
| ----- | ----- | ----- | ----- | ----- | ----- | ----- |
| 202   | 300   | 274   | 253   | 206   | 231   | 222   |

График промене броја становника у току последњих година